# Denis Dougherty
Denis Joseph Dougherty (ur. 16 sierpnia 1865 w Honesville, zm. 31 maja 1951 w Filadelfii) – amerykański duchowny katolicki, arcybiskup Filadelfii (1918–1951) i kardynał.

## Życiorys
Jego rodzice, Patrick i Bridget z d. Henry, byli imigrantami z hrabstwa Mayo w Irlandii. Ojciec pracował jako górnik. Był czwartym z dziesięciorga dzieci. W czasie letnich wakacji pomagał ojcu przy pracy w kopalni. Ukończył szkołę średnią w Montrealu w Kanadzie, a następnie udał się do Rzymu, gdzie po ukończeniu studiów uzyskał doktorat z teologii. Święceń udzielił mu w bazylice laterańskiej kardynał Lucido Parocchi. Obrzęd ten miał miejsce 31 maja 1890 roku. Powrócił do kraju gdzie rozpoczął pracę jako wykładowca łaciny, angielskiego, historii, i teologii w seminarium w Overbrook.
12 czerwca 1903 został mianowany biskupem Nueva Segovia na Filipinach. Sakrę przyjął dwa dni później w Rzymie. Udzielił jej kardynał Francesco Satolli. Po pięciu latach przeniesiony na biskupstwo Jaro. Do kraju powrócił w 1915, objął diecezję Buffalo. Jego rządy w tej diecezji nie trwały zbyt długo, bowiem 1 maja 1918 został arcybiskupem Filadelfii, a trzy lata później otrzymał z rąk Benedykta XV kapelusz kardynalski z tytułem prezbitera SS. Nereo e Achilleo. Był pierwszym arcybiskupem Filadelfii, który otrzymał godność kardynała. W Konklawe 1922 nie brał udziału, ponieważ dotarł do Rzymu zbyt późno. Wyboru już dokonano. Dopiero w 1939 dane mu było wziąć udział w głosowaniu, gdyż wydłużono okres przygotowawczy po śmierci papieża. Zmarł na udar mózgu tuż po zakończeniu mszy z okazji sześćdziesiątej pierwszej rocznicy jego święceń kapłańskich. Pochowany został w katedrze w Filadelfii.
Trzydziestotrzyletni okres rządów kardynała w archidiecezji Filadelfia był latami świetności i ustawicznym rozwojem, szczególnie sieci szkół parafialnych. Katolicka wyższa szkoła w Filadelfii została nazwana jego imieniem.